# По стъпките на крал Никола
„По стъпките на крал Никола“ е ежегодно колоездачно състезание на шосе, което се провежда от 2002 г. в Черна гора. Надпреварата е наречена на черногорския крал Никола I.
С най-много победи в обиколката са словенецът Митя Махорич и хърватинът Радослав Рогина, които са 3-кратни победители. Българските успехи в състезанието са свързани с имената на Владимир Коев (1 м., 2010; 2 м., 2006) и Павел Шуманов (3 м., 2008).

## Победители
| Година | Състезател      | Държава  | Отбор             |
| ------ | --------------- | -------- | ----------------- |
| 2002   | Иван Денобиле   | Италия   | ?                 |
| 2003   | Радослав Рогина | Хърватия | Перутнина Птуй    |
| 2004   | Масимо Демарин  | Хърватия | Перутнина Птуй    |
| 2005   | Митя Махорич    | Словения | Перутнина Птуй    |
| 2006   | Радослав Рогина | Хърватия | Перутнина Птуй    |
| 2007   | Митя Махорич    | Словения | Перутнина Птуй    |
| 2008   | Митя Махорич    | Словения | Перутнина Птуй    |
| 2009   | Радослав Рогина | Хърватия | Перутнина Птуй    |
| 2010   | Владимир Коев   | България | Хемус-1896 Вивело |